# Sigée
Pour les articles homonymes, voir Sigée (homonymie).

Carte de la Troade avec l'emplacement de Sigée.

Sigée ou Sigeion (en grec ancien Σίγειον / Sígeion, en latin Sigeum) était une cité grecque située en Troade, à l'embouchure du Scamandre.
Sigée a été fondée par des Éoliens de Mytilène ayant quitté l'île voisine de Lesbos, au VIIIe ou VIIe siècle av. J.-C.. Vers la fin du VIIe siècle av. J.-C, les Athéniens envoyèrent le vainqueur d'Olympie, Phrynon, conquérir Sigée. Selon la tradition, Phrynon et Pittacos de Mytilène s'affrontèrent en duel lors duquel Pittacos vainquit son adversaire en utilisant un filet. Pendant cette guerre, Alcaeus de Mytilène écrivit plusieurs poésies du conflit dans lesquelles il rapporta comment il s'était enfui de la bataille, avait perdu son bouclier et avait supporté la honte du fait des Athéniens qui l'avaient accroché en hauteur, comme un trophée, dans leur temple à Athéna. Les Athéniens firent à appel à l'arbitrage de Périandre, le tyran de Corinthe.
Il s'agit de la première colonie fondée par Athènes, vers 610 av. J.-C. La fondation de cette colonie fournissait à Athènes une position stratégique pour protéger son approvisionnement en blé par la mer Noire.
Le site est fouillé depuis 2006 par une équipe de l'université de Tübingen sous les auspices du Deutsches Archäologisches Institut.